# I parassiti della mente
I parassiti della mente (The Mind Parasites) è un romanzo di Colin Wilson, pubblicato originariamente dalla casa editrice statunitense Arkham House nel 1967.
Il romanzo si ispira da un lato alla narrativa di Howard Phillips Lovecraft, dall'altro alle ricerche e speculazioni di Wilson sul potenziamento della mente e sul potenziale creativo del pensiero umano.
Il romanzo è stato tradotto in Italia per la prima volta nel 1977, da Fanucci Editore (Futuro. Biblioteca di Fantascienza 32); una seconda edizione, nel 2017, è per Mondadori (Urania Collezione 177).

## Trama
Gilbert Austin, professore di archeologia, viene a conoscenza della morte per suicidio di uno psicologo suo amico. Analizzando le sue carte postume, e seguendo tracce archeologiche in Turchia, si convincerà dell'esistenza di una pericolosa specie di esseri, parassiti del mondo mentale degli uomini, che mirano a ridurne le potenzialità evolutive. Con l'aiuto di diversi altri intellettuali, riuscirà a sradicare questa minaccia.